# Lake Wissota
Lake Wissota – jednostka osadnicza w Stanach Zjednoczonych, w stanie Wisconsin, w hrabstwie Chippewa.